# Новодністровськ
Новодністро́вськ — місто в Дністровському районі Чернівецької області України, єдиний населений пункт Новодністровської міської громади. Розташоване на березі Дністра. Засноване 1973 року і є одним із наймолодших міст області. Населення — 10 463 осіб. Площа — 7,09 км². Поряд з містом побудовано гідроелектростанцію. Наближається до завершення будівництво однієї з найбільшої у світі та Європі гідроакумулюючої електростанції, яка вже частково розпочала роботу.

## Історія

### До заснування міста
З 1514 р. територія опинилася під владою Туреччини, входила до створеної турками адміністративно-територіальної одиниці — Хотинської раї (земля, що безпосередньо підпорядкована османській адміністрації). Через це, навіть після звільнення від турецького панування, населення цієї території тривалий час називали райками або райлянами.
У 1768 році спалахнула нова російсько-турецька війна, яка тривала до 1774 року. Територію від турків у 1769-му році звільняла російська армія під командуванням генерал-фельдмаршала князя А. А. Прозоровського. Бойові зіткнення відбувалися в основному на території сучасного Кельменецького району і нижче сучасного Новодністровська — по Дністру. Достеменно відомо, що 16 квітня 1769 року значна частина армії разом з князем зупинялася на постой у с. Романківці. 17 квітня армія перейшла в табір під с. Новоселиця, а ввечері перейшла під село Нелипівці.
18 квітня армія розташувалася правим флангом до с. Вартиківці. Саме там відбулася одна з битв з турецьким військом під командуванням Алі-Паши. У неприятеля було відбито чотири прапори, два бубни (цей значний символ турецької армії), вбито більш як 300 вояків, відбито 200 коней. Російські війська понесли значно менші втрати. Були вбиті: 3 гусар, полковник козацький Пушкарьов, 1 осавул, 13 козаків, 4 коня. Поранені: 1 вахмистр, 1 капрал, 1 трубач, 7 гусар, полковник козацький Федотов, який на другій день від рани помер, 4 осавулів, 5 хорунжих, 1 сотник, 1 п'ятидесятник, 19 козаків.
Після завершення цієї війни територія сучасного міста (як і вся Бессарабія) входять до складу Російської імперії. Точніше, формально на той час це була нейтральна територія, яка не підлягала заселенню ні турецькою ні російською сторонами, але фактично вона перебувала під контролем Росії.
За Бухарестським мирним договором 1812 р., укладеним між Османською і Російською імперіями ця територія була приєднана до Російської імперії. Територія сучасного міста (тоді тут були в основному ліси) увійшла до Сокирянської волості Хотинського повіту Бессарабської губернії. Адміністративним центром губернії став Кишинів — колишнє монастирське володіння. До складу волості входили містечко Сокиряни та села Коболчин, Гвіздівці, Білоусівка казьонна, Білоусівка приватна (це офіційний адмінрозподіл), Михалків, Ломачинці, Ожево, Раскопинці, Василіуци, Волошків, Окниця, Михалашани, Гринауци, Бирладяни, Ходороуци, Клокушна. Назви зазначено близько до офіційних назв того часу. Село Романківці було сусідним волосним центром, до якого відносилися інші села. Але періодично декотрі села передавалися з волості до волості. Наприклад Михалків згодом перейшло до Романківецької волості.

#### Перша половина ХХ сторіччя
Наприкінці лютого 1918 р. австро-німецькі війська захопили цю територію. Після розпаду Австро-Угорщини у листопаді 1918 року територію загарбала Румунія. Розпочалися кривавий терор, нещадне пограбування, примусові реквізиції. Спалахнуло Хотинське повстання.
Тривалий час з початку румунської окупації на території Хотинського повіту діяла гайдамацька група Поліщука і Буди, які зухвало грабували поміщиків, представників румунської влади і євреїв, які прислуговувалися окупантам. Майже все награбоване Поліщук і Буда роздавали селянам. Про них народ складав легенди, та навіть пісню румунською мовою. Поліщук — колишній унтерофіцер царської армії, грамотна людина. Йому вдавалося навіть, переодягнувшись у форму румунського генерала, вишукувати перед собою румунських жандармів, які проводили інструктажі селян з піймання гайдамаків. Буда був неграмотним селянином, але не менш відчайдушним. Владам декілька разів вдавалося заарештовувати гайдамаків, але вони весь час тікали і продовжували свою боротьбу. Але все ж, через деякий час, жандарми у черговий раз піймали Поліщука і щоб позбутись, спровокували йому втечу, та під час цієї спроби застрелили. Буда сидів у тюрмі, був звільнений радянськими військами, воював і героїчно загинув на фронті.
28 червня 1940 року мешканці сусідніх сіл радо зустрічали радянських воїнів. Сільради розподілили поміщицькі, попівські та частину куркульських земель. Поміщицькі будинки були передані під школи. В селах відкрили клуби, бібліотеки. Люди вперше побачили кіно.
2 серпня 1940 р. згідно з законом «Про включення північної частини Буковини, Хотинського, Аккерманського і Ізмаїльського повітів Бессарабії у склад УРСР» територія, де на цей час розташоване місто, разом з усією Сокирянською волостю, увійшла до складу Української РСР. 7 серпня 1940 р. Президія Верховної Ради УРСР видала Указ про створення Чернівецької області і Хотинський повіт увійшов до складу області. 12 листопада 1940 р. Президія Верховної Ради своїм Указом реформує адміністративно-територіальний устрій звільнених територій. Повіти і волості були ліквідовані і замість них створені райони.
Почалася німецько-радянська війна. Наступальні бойові дії разом з румунськими з'єднаннями вела 11-та армія генерал-полковника фон Шоберта з групи армій «Південь» (командувач генерал-фельдмаршал фон Рундштедт). У ніч з 2 на 3 липня 1941 р. 54-й і 30-й армійські корпуси ворога завдали головного удару в напрямку Ясси, Бєльці, а 11-й німецький і румунський кавалерійський корпуса форсували річку Прут у районі с. Стефанешти і розвинули наступ у південно-східному напрямку на Могилів-Подільський. Їм протистояли червоноармійці 18-ї армії (командувач генерал-лейтенант Смірнов А. К., член військової ради корпусний комісар Ніколаєв Т. Л.), 189-та і 130-та стрілецькі дивізії.
У березні 1944 р. війська 2-го Українського фронту під командуванням генерала армії Конєва І. С. (який тільки прийняв командування фронтом після ліквідації УПА генерала армії Ватутіна М. Ф.), у взаємодії з військами 1-го Українського фронту під командуванням маршала Жукова Г. К., провели одну з найважчих військових операцій цієї війни — Умансько-Ботошанську наступальну операцію. Їм протистояли війська німецької групи армій «Південь» під командуванням генерал-фельдмаршала Еріха фон Манштейна. У смузі 2-го Українського фронту оборонялися німецькі 8-ма армія (під командуванням генерала піхоти Отто Велера) і частина сил 6-ї армії (під командуванням генерал-полковника Карла Голлідта), які налічували 20 дивізій, у тому числі 4 танкові та 2 моторизовані. Війська фронту розгромили німецьку 8-му армію і частину сил 6-ї армії, розсікли смугу оборони німецької групи армій «Південь», захопили значну частину Правобережної України і Молдовської РСР, увійшли на територію Румунії.
Підтримку військам з повітря надавала 5-та повітряна армія (командувач генерал-лейтенант авіації Горюнов С. К.).
У ніч на 24 березня 1944 року 681-й гвардійський стрілецький полк гвардії майора Білаонова П. С., переслідуючи супротивника під сильним артилерійським і мінометним вогнем, без технічних засобів форсування, на своїх підручних матеріалах, першим з полків 40-ї армії форсував Дністер одночасно у двох місцях — у районі села Липчани Могилів-Подільського району і в районі села Василівка (Василівці) Сокирянського району. Протягом доби бійці Білаонова утримували плацдарм на лівому березі річки в районі Липчан, а в районі Василівки майже відразу захопили Василівку, с. Ожеве, далі через с. Коболчин, напевне через станцію Сокиряни, пройшли до молдовського с. Клокушна і через нього в Гвіздівці. Під час запеклих боїв у районі Липчан (з постійно контратакуючим супротивником), і в Сокирянському районі бійці полку знищили батальйон вражої піхоти (до 400 осіб), взяли у полон 150 солдатів і офіцерів, захопили 3 танки, 150 коней, знищили 60 автомашин з набоями озброєнням. При цьому, полк Білаонова не втратив жодного солдата. Слідом за полком Білаонова Дністер форсували ще деякі частини дивізії. Не дивно, що саме за цю частину операції майор Білаонов П. С. був нагороджений орденом Леніна і йому присвоєно звання Героя Радянського Союзу.
Білаонов Павло Семенович після війни продовжив службу в Радянській Армії, з 1980 р. звільнився на пенсію і проживав у Києві, помер 28 травня 1996 року, похований на Лук'янівському військовому цвинтарі.
Улітку 1946 р. територія колишньої Бессарабії (у тому числі і Сокирянщина) опинилася у важкому становищі. Вже в липні стало ясно, що велика частина площ ранніх і пізніх культур загинула, а що залишилася — дасть незначний врожай. Забій худоби через недолік кормів доходив до його масового винищування. Попри це, були розпочаті хлібозаготівлі, які були розраховані раніше на середньостатистичний врожай і які становили майже 3/4 фактично зібраного. Ситуація, що склалася в сільському господарстві ігнорувалася керівництвом республік, як України, так і Молдови, хоча партійні і радянські органи на місцях в основному реально оцінювали обстановку і неодноразово порушували питання про необхідність значного скорочення обсягів хлібозаготівель. Голод вразив і інші регіони країни, що постраждали від посухи, — більшість районів України, областей Центрального Чорнозем'я, Нижнього Надволжя, Приморського краю.
Настали страшні часи голодомору. Селян деякою мірою рятував майже небувалий ні до того, ні після того врожай грибів, ягід, навіть жолудів. Багато мешканців їхали по жом на Західну Україну (тоді Сокирянщину не відносили до Західної частини республіки). Далеко не всі з них повернулися. У селі люди пухли з голоду, ходили селом як тіні, падали, вмираючи на ходу. Люди стали байдужими до решти, навіть до родичів. Багато селян вмерло.
Улітку 1947 р. найбільш важкі наслідки посухи були переборені. Восени був отриманий непоганий врожай — у чотири рази більший, ніж у 1946 році. Врожайність зернових практично досягла довоєнного рівня. Але чимало людей у перші післявоєнні роки померло від тифу.
У 60-их роках XX століття територія Сокирянщини входила до складу Кельменецького району. Всередині 60-х років Сокирянський район відновлено в попередніх адміністративних межах.

### Сучасна історія міста
6 квітня 1973 року міністром енергетики СРСР був підписаний наказ про створення дирекції Дністровського гідровузла. Так почалось будівництво важливого для країни енергетичного об'єкта, яке було початком народження нового міста.
Разом із будівництвом гідроелектростанції почалося спорудження поселення.
Рішенням Чернівецької обласної ради депутатів від 20 лютого 1975 року новоствореному населеному пункту будівників Дністровського комплексного гідровузла в Сокирянському районі надано назву Новодністровськ і рішенням за № 57 від 25 лютого віднесено його до категорії селищ міського типу.
17 листопада 1993 року Постановою Верховної Ради України селищу було надано статус міста районного підпорядкування. А 13 липня 2000 року Верховною Радою України Новодністровськ було віднесено до категорії міст обласного значення.
18 листопада 2022 року близько півночі в районі міста Новодністровськ зафіксували землетрус магнітудою 2,7 за шкалою Ріхтера.

## Населення
Станом на 1 січня 2022 року населення складало 10 463 осіб.
Розподіл населення за віком та статтю (2001):
| Стать | Всього | До 15 років | 15-24 | 25-44 | 45-64 | 65-85 | Понад 85 |
| --- | ------ | ----------- | ----- | ----- | ----- | ----- | -------- |
| Чоловіки | 4930   | 1113        | 857   | 1692  | 1145  | 120   | 3        |
| Жінки | 5414   | 1043        | 868   | 2100  | 1192  | 203   | 8        |
| \| Статево-вікова піраміда \| Статево-вікова піраміда \| Статево-вікова піраміда \| \| ----------------------- \| ----------------------- \| ----------------------- \| \| Чоловіки \| Вік \| Жінки \| \| 3 \| 85 + \| 8 \| \| 7 \| 80-84 \| 11 \| \| 15 \| 75-79 \| 50 \| \| 39 \| 70-74 \| 67 \| \| 59 \| 65-69 \| 75 \| \| 147 \| 60-64 \| 147 \| \| 138 \| 55-59 \| 127 \| \| 339 \| 50-54 \| 344 \| \| 521 \| 45-49 \| 574 \| \| 572 \| 40-44 \| 735 \| \| 427 \| 35-39 \| 551 \| \| 324 \| 30-34 \| 404 \| \| 369 \| 25-29 \| 410 \| \| 422 \| 20-24 \| 439 \| \| 435 \| 15-20 \| 429 \| \| 518 \| 10-14 \| 454 \| \| 340 \| 5-9 \| 338 \| \| 255 \| 0-4 \| 251 \| |        |             |       |       |       |       |          |
| Статево-вікова піраміда |        |             |       |       |       |       |          |
| Чоловіки | Вік    | Жінки       |       |       |       |       |          |
| 3 | 85 +   | 8           |       |       |       |       |          |
| 7 | 80-84  | 11          |       |       |       |       |          |
| 15 | 75-79  | 50          |       |       |       |       |          |
| 39 | 70-74  | 67          |       |       |       |       |          |
| 59 | 65-69  | 75          |       |       |       |       |          |
| 147 | 60-64  | 147         |       |       |       |       |          |
| 138 | 55-59  | 127         |       |       |       |       |          |
| 339 | 50-54  | 344         |       |       |       |       |          |
| 521 | 45-49  | 574         |       |       |       |       |          |
| 572 | 40-44  | 735         |       |       |       |       |          |
| 427 | 35-39  | 551         |       |       |       |       |          |
| 324 | 30-34  | 404         |       |       |       |       |          |
| 369 | 25-29  | 410         |       |       |       |       |          |
| 422 | 20-24  | 439         |       |       |       |       |          |
| 435 | 15-20  | 429         |       |       |       |       |          |
| 518 | 10-14  | 454         |       |       |       |       |          |
| 340 | 5-9    | 338         |       |       |       |       |          |
| 255 | 0-4    | 251         |       |       |       |       |          |

Національний склад населення за даними перепису 2001 року:
| Національність | Кількість осіб | Відсоток |
| -------------- | -------------- | -------- |
| українці       | 9013           | 87,13 %  |
| росіяни        | 1054           | 10,19 %  |
| молдовани      | 98             | 0,95 %   |
| білоруси       | 50             | 0,48 %   |
| румуни         | 30             | 0,29 %   |
| інші           | 99             | 0,96 %   |

Мовний склад населення за даними перепису 2001 року:
| Мова            | Кількість осіб | Відсоток |
| --------------- | -------------- | -------- |
| українська      | 8862           | 85,67 %  |
| російська       | 1383           | 13,37 %  |
| молдовська      | 44             | 0,43 %   |
| румунська       | 11             | 0,11 %   |
| азербайджанська | 10             | 0,10 %   |
| інші            | 34             | 0,33 %   |

## Відомі люди
- Багрійчук (Гончар) Інна Михайлівна
- Большаков Віталій Олександрович
- Василаш Ілля Євгенович
- Гандзюк Сергій Семенович
- Гончар Іван Іванович
- Дейнеко Василь Андрійович
- Думітраш Тамара Леонідівна
- Жук Анатолій Павлович
- Жук Володимир Іванович
- Зубков Олександр Іванович
- Корнецький Сергій Григорович[7]
- Куліш Володимир Іванович
- Куреньов В'ячеслав Іванович
- Морошан Тамара Володимирівна
- Нагірняк Іван Семенович
- Нагірняк Євгенія Семенівна
- Нагірняк Леонід Іванович
- Мандзяк Олексій Степанович
- Малишев Борис Михайлович
- Поташник Семен Ізраїльович
- Плотніков Володимир Михайлович
- Погонський Василь Климович
- Рожка Михайло Васильович
- Розганюк Галина Олександрівна
- Руснак Інна Валеріївна
- Сольський Іван Михайлович
- Федишен Валентин Вікторович (рок-гурт FRANCO)
- Філіпець Віктор Васильович
- Чайка Іван Лаврентійович
- Шевчук Володимир Миколайович